# Seznam velkých okresních měst v Sasku

Přehledová mapa 53 velkých okresních měst v Sasku

V Sasku se nachází celkem 53 měst se statusem velké okresní město.
Velká okresní města vykonávají některé úkoly náležející do pravomoci zemských okresů. V Sasku mohou města tento status získat z různých důvodů. Jedním je začlenění města do zemského okresu během správních reforem. Podobně byla dřívější okresní města zaniklých okresů prohlášena velkými okresními městy. Obec v Sasku také může o přidělení tohoto statusu a s ním souvisejících pravomocí požádat, pokud dosahuje minimálního počtu 17 500 obyvatel (do roku 2008 byla hranice 20 000 obyvatel). Pokud počet obyvatel klesne pod tuto hranici, status velkého okresního města zůstává.
Počet přidělěných statusů vzrostl zejména v souvislosti se dvěma reformami okresů z let 1994/1996 a 2008. Od roku 2009 jsou všechna okresní města (sídlo okresní správy) v Sasku zároveň velkými okresními městy. Všechna saská města s více než 17 500 obyvateli tak mají status velkého okresního města, ovšem s výjimkou samostatných měst (nazývaných též městské okresy) Drážďany, Lipsko a Saská Kamenice. Celkem 32 měst jej má kvůli ztrátě okresního sídla, 4 města jako bývalá samostatná města (městské okresy) a 17 měst proto, že mají více než 17 500 obyvatel. Pouze Rothenburg, který přestal být sídlem okresu v roce 1945, není jako bývalé okresní město zároveň velkým okresním městem. Přibližně polovina velkých okresních měst v Sasku (29 z 53) jsou menší města s méně než 20 000 obyvateli. Ostatních 24 velkých okresních měst jsou středně velká města, z toho 3 mají než 50 000 obyvatel (Cvikov, Plavno a Görlitz). Počtem obyvatel je nejmenším velkým okresním městem Rochlitz (5 716 obyvatel) a nejmladším Hainichen (od 1. ledna 2021).
| Znak                               | Jméno                                     | Udělení statusu  | Důvod udělení                                 | Počet obyvatel | Sídlo okresu | Zemský okres                          | Mapa                                 |
| ---------------------------------- | ----------------------------------------- | ---------------- | --------------------------------------------- | -------------- | ------------ | ------------------------------------- | ------------------------------------ |
| Wappen von Annaberg-Buchholz       | Annaberg-Buchholz                         | 1. dubna 1997    | více než 20 000 obyvatel                      | 19 470         | ano          | Krušné hory                           | Poloha města Annaberg-Buchholz       |
| Wappen von Aue-Bad Schlema         | Aue-Bad Schlema                           | 1. srpna 2008    | zánik okresu (2008)                           | 19 698         | ne           | Krušné hory                           | Poloha města Aue-Bad Schlema         |
| Wappen von Auerbach/Vogtl.         | Auerbach                                  | 1. dubna 1997    | zánik okresu (1994/95)                        | 17 562         | ne           | Fojtsko                               | Poloha města Auerbach/Vogtl.         |
| Wappen von Bischofswerda           | Bischofswerda                             | 1. dubna 1998    | zánik okresu (1994)                           | 10 648         | ne           | Budyšín                               | Poloha města Bischofswerda           |
| Wappen von Borna                   | Borna                                     | 1. října 1994    | zánik okresu (1994)                           | 20 013         | ano          | Lipsko                                | Poloha města Borna                   |
| Wappen von Brand-Erbisdorf         | Brand-Erbisdorf                           | 1. dubna 1997    | zánik okresu (1994)                           | 8 908          | ne           | Střední Sasko                         | Poloha města Brand-Erbisdorf         |
| Wappen von Bautzen                 | Budyšín (Bautzen, Budyšin)                | 1. ledna 1995    | více než 20 000 obyvatel                      | 38 039         | ano          | Budyšín                               | Poloha města Bautzen                 |
| Wappen von Coswig                  | Coswig                                    | 1. dubna 1997    | více než 20 000 obyvatel                      | 20 561         | ne           | Míšeň                                 | Poloha města Coswig                  |
| Wappen von Crimmitschau            | Crimmitschau                              | 1. října 1994    | více než 20 000 obyvatel                      | 18 479         | ne           | Cvikov                                | Poloha města Crimmitschau            |
| Wappen von Zwickau                 | Cvikov (Zwickau)                          | 1. srpna 2008    | zánik statusu samostatného města (2008)       | 87 593         | ano          | Cvikov                                | Poloha města Zwickau                 |
| Wappen von Delitzsch               | Delitzsch                                 | 1. dubna 1997    | více než 20 000 obyvatel, zánik okresu (2008) | 25 341         | ne           | Severní Sasko                         | Poloha města Delitzsch               |
| Wappen von Dippoldiswalde          | Dippoldiswalde                            | 1. srpna 2008    | zánik okresu (2008)                           | 14 174         | ne           | Saské Švýcarsko -Východní Krušné hory | Poloha města Dippoldiswalde          |
| Wappen von Döbeln                  | Döbeln                                    | 1. srpna 2008    | zánik okresu (2008)                           | 23 728         | ne           | Střední Sasko                         | Poloha města Döbeln                  |
| Wappen von Eilenburg               | Eilenburg                                 | 1. dubna 1997    | zánik okresu (1994)                           | 16 201         | ne           | Severní Sasko                         | Poloha města Eilenburg               |
| Wappen von Flöha                   | Flöha                                     | 1. dubna 1997    | zánik okresu (1994)                           | 10 426         | ne           | Střední Sasko                         | Poloha města Flöha                   |
| Wappen von Freiberg                | Freiberg                                  | 1. dubna 1997    | více než 20 000 obyvatel                      | 41 045         | ano          | Střední Sasko                         | Poloha města Freiberg                |
| Wappen von Freital                 | Freital                                   | 1. dubna 1997    | zánik okresu (1994)                           | 39 477         | ne           | Saské Švýcarsko -Východní Krušné hory | Poloha města Freital                 |
| Wappen von Geithain                | Geithain                                  | 1. ledna 2020    | zánik okresu (1994)                           | 6 797          | ne           | Lipsko                                | Poloha města Geithain                |
| Wappen von Glauchau                | Glauchau                                  | 1. října 1994    | více než 20 000 obyvatel, zánik okresu (2008) | 21 807         | ne           | Cvikov                                | Poloha města Glauchau                |
| Wappen von Görlitz                 | Görlitz                                   | 1. srpna 2008    | zánik statusu samostatného města (2008)       | 56 694         | ano          | Görlitz                               | Poloha města Görlitz                 |
| Wappen von Grimma                  | Grimma                                    | 1. srpna 2008    | zánik okresu (2008)                           | 28 269         | ne           | Lipsko                                | Poloha města Grimma                  |
| Wappen von Großenhain              | Großenhain                                | 1. srpna 2008    | zánik okresu (2008)                           | 18 077         | ne           | Míšeň                                 | Poloha města Großenhain              |
| Wappen von Hainichen               | Hainichen                                 | 1. ledna 2021    | zánik okresu (1994)                           | 8 441          | ne           | Střední Sasko                         | Poloha města Hainichen               |
| Wappen von Hohenstein-Ernstthal    | Hohenstein-Ernstthal                      | 1. května 1995   | zánik okresu (1994)                           | 13 937         | ne           | Cvikov                                | Poloha města Hohenstein-Ernstthal    |
| Wappen von Hoyerswerda             | Hoyerswerda (Wojerecy)                    | 1. srpna 2008    | zánik statusu samostatného města (2008)       | 31 404         | ne           | Budyšín                               | Poloha města Hoyerswerda             |
| Wappen von Kamenz                  | Kamenec (Kamenz, Kamjenc)                 | 1. srpna 2008    | zánik okresu (2008)                           | 16 861         | ne           | Budyšín                               | Poloha města Kamenz                  |
| Wappen von Klingenthal             | Klingenthal                               | 8. srpna 2019    | zánik okresu (1994/95)                        | 7 669          | ne           | Fojtsko                               | Poloha města Klingenthal             |
| Wappen von Limbach-Oberfrohna      | Limbach-Oberfrohna                        | 1. října 1994    | více než 20 000 obyvatel                      | 23 923         | ne           | Cvikov                                | Poloha města Limbach-Oberfrohna      |
| Wappen von Löbau                   | Löbau                                     | 1. ledna 2000    | zánik okresu (1994)                           | 14 389         | ne           | Görlitz                               | Poloha města Löbau                   |
| Wappen von Marienberg              | Marienberg                                | 1. srpna 2008    | zánik okresu (2008)                           | 16 420         | ne           | Krušné hory                           | Poloha města Marienberg              |
| Wappen von Markkleeberg            | Markkleeberg                              | 1. září 2000     | více než 20 000 obyvatel                      | 24 488         | ne           | Lipsko                                | Poloha města Markkleeberg            |
| Wappen von Meißen                  | Míšeň (Meißen)                            | 1. dubna 1997    | více než 20 000 obyvatel                      | 29 051         | ano          | Míšeň                                 | Poloha města Meißen                  |
| Wappen von Mittweida               | Mittweida                                 | 1. srpna 2008    | zánik okresu (2008)                           | 14 198         | ne           | Střední Sasko                         | Poloha města Mittweida               |
| Wappen von Niesky                  | Niesky                                    | 1. srpna 2008    | zánik okresu (2008)                           | 9 144          | ne           | Görlitz                               | Poloha města Niesky                  |
| Wappen von Oelsnitz/Vogtl.         | Olešnice nad Halštrovem (Oelsnitz/Vogtl.) | 1. dubna 1997    | zánik okresu (1994/95)                        | 9 873          | ne           | Fojtsko                               | Poloha města Oelsnitz/Vogtl.         |
| Wappen von Oschatz                 | Oschatz                                   | 1. dubna 1997    | zánik okresu (1994)                           | 14 089         | ne           | Severní Sasko                         | Poloha města Oschatz                 |
| Wappen von Pirna                   | Pirna                                     | 1. dubna 1997    | více než 20 000 obyvatel                      | 39 303         | ano          | Saské Švýcarsko -Východní Krušné hory | Poloha města Pirna                   |
| Wappen von Plauen                  | Plavno (Plauen)                           | 1. srpna 2008    | zánik statusu samostatného města (2008)       | 65 218         | ano          | Fojtsko                               | Poloha města Plauen                  |
| Wappen von Radeberg                | Radeberg                                  | 1. ledna 2009    | více než 17 500obyvatel                       | 18 824         | ne           | Budyšín                               | Poloha města Radeberg                |
| Wappen von Radebeul                | Radebeul                                  | 1. března 1995   | více než 20 000 obyvatel                      | 33 804         | ne           | Míšeň                                 | Poloha města Radebeul                |
| Wappen von Reichenbach im Vogtland | Reichenbach im Vogtland                   | 1. dubna 1997    | zánik okresu (1994/95)                        | 20 273         | ne           | Fojtsko                               | Poloha města Reichenbach im Vogtland |
| Wappen von Riesa                   | Riesa                                     | 1. října 1994    | zánik okresu (1994)                           | 29 127         | ne           | Míšeň                                 | Poloha města Riesa                   |
| Wappen von Rochlitz                | Rochlitz                                  | 1. dubna 1997    | zánik okresu (1994)                           | 5 716          | ne           | Střední Sasko                         | Poloha města Rochlitz                |
| Wappen von Sebnitz                 | Sebnitz                                   | 1. ledna 1995    | zánik okresu (1994)                           | 9 537          | ne           | Saské Švýcarsko -Východní Krušné hory | Poloha města Sebnitz                 |
| Wappen von Schkeuditz              | Schkeuditz                                | 1. ledna 2009    | více než 17 500 obyvatel                      | 19 234         | ne           | Severní Sasko                         | Poloha města Schkeuditz              |
| Wappen von Schwarzenberg/Erzgeb.   | Schwarzenberg                             | 1. listopad 2000 | zánik okresu (1994)                           | 15 740         | ne           | Krušné hory                           | Poloha města Schwarzenberg/Erzgeb.   |
| Wappen von Stollberg/Erzgeb.       | Stollberg/Erzgeb.                         | 1. srpna 2008    | zánik okresu (2008)                           | 11 033         | ne           | Krušné hory                           | Poloha města Stollberg/Erzgeb.       |
| Wappen von Torgau                  | Torgau                                    | 1. ledna 2009    | více než 17 500 obyvatel                      | 19 683         | ano          | Severní Sasko                         | Poloha města Torgau                  |
| Wappen von Weißwasser/Oberlausitz  | Weißwasser                                | 1. dubna 1997    | zánik okresu (1994)                           | 14 992         | ne           | Görlitz                               | Poloha města Weißwasser/Oberlausitz  |
| Wappen von Werdau                  | Werdau                                    | 1. dubna 1997    | více než 20 000 obyvatel, zánik okresu (2008) | 20 793         | ne           | Cvikov                                | Poloha města Werdau                  |
| Wappen von Wurzen                  | Wurzen                                    | 1. dubna 1997    | zánik okresu (1994)                           | 16 715         | ne           | Lipsko                                | Poloha města Wurzen                  |
| Wappen von Zschopau                | Zschopau                                  | 1. ledna 1999    | zánik okresu (1994)                           | 8 980          | ne           | Krušné hory                           | Poloha města Zschopau                |
| Wappen von Zittau                  | Žitava (Zittau)                           | 1. ledna 1996    | více než 20 000 obyvatel, zánik okresu (2008) | 24 710         | ne           | Görlitz                               | Poloha města Zittau                  |